# أحمد باحسين
أحمد صالح باحسين (من مواليد 9 فبراير 2001) هو لاعب كرة قدم سعودي يلعب حالياً لنادي التعاون كلاعب وسط.

## مسيرة اللاعب
لعب في نادي الاتحاد ونادي هجر.

## روابط خارجية
- أحمد باحسين على موقع Soccerway.com (الإنجليزية)